# لي إسحاق تشونغ
لي إسحاق تشونغ (بالإنجليزية: Lee Isaac Chung)‏ هو كاتب سيناريو ومخرج أمريكي، ولد في 19 أكتوبر 1978 في دنفر في الولايات المتحدة.

## وصلات خارجية
- لي إسحاق تشونغ على موقع IMDb (الإنجليزية)
- لي إسحاق تشونغ على موقع ألو سيني (الفرنسية)
- لي إسحاق تشونغ على موقع أول موفي (الإنجليزية)
- لي إسحاق تشونغ على موقع قاعدة بيانات الأفلام السويدية (السويدية)
- لي إسحاق تشونغ على موقع قاعدة بيانات الفيلم (الإنجليزية)
- لي إسحاق تشونغ على موقع كينوبويسك (الروسية)